# Morris Halle
Morris Halle foi um lingüista americano, nascido em Liepāja, na Letônia, em 1923. Sua família chegou aos Estados Unidos em 1940.
Halle é reconhecido por seu trabalho pioneiro na fonologia gerativa, iniciada nos trabalhos "On accent and juncture in English", escrito em 1956 com Noam Chomsky e Fred Lukoff, e "The Sound Pattern of English", lançado em
1968, em co-autoria com Chomsky.
Morreu aos 94 anos em 2 de abril de 2018.